# 史記延久点

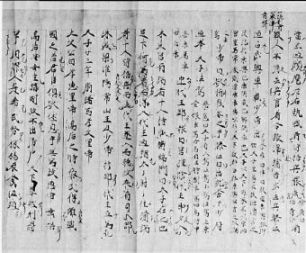
毛利博物館所蔵の呂后本紀第九巻

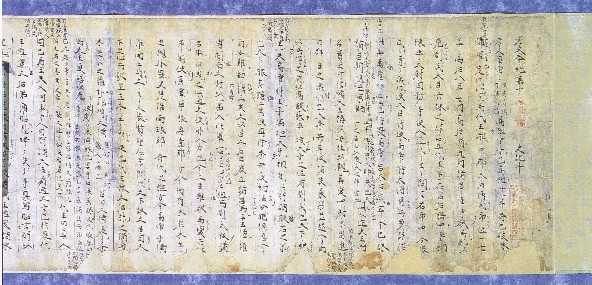
東北大学所蔵の孝文本紀第十巻

史記延久点（しきえんきゅうてん）とは、中国前漢の司馬遷が著した歴史書『史記』に対して、日本平安時代の延久5年（1073年）に大江家国が書写・加点した巻子本形式の訓点本。
元は全130巻分あったと推定されているが、現存するのは毛利博物館所蔵の呂后本紀第九・東北大学附属図書館所蔵の孝文本紀第十・大東急記念文庫所蔵の孝景本紀第十一の3巻のみであり、いずれも国宝に指定されている。
年代が明記された『史記』の最古の写本であり、かつ最古の訓点本でもある。大江家国は大江朝綱の玄孫で大江氏の紀伝道の家学を継いだ1人であったと考えられている。原本は南朝宋の裴駰による『史記集解』を用い、訓点には朱筆と墨点が用いられ、ヲコト点は古紀伝点を採用している。紀伝道の宗家とされた大江氏に関する唯一の現存漢籍訓点本であり、当時の大江氏の紀伝道の実態を知る手掛りとなる。